# Liste der Stolpersteine in Witten
Die Liste der Stolpersteine in Witten enthält die 108 Stolpersteine, die im Rahmen des gleichnamigen Kunstprojekts von Gunter Demnig in Witten verlegt wurden. Mit ihnen soll Opfern des Nationalsozialismus gedacht werden, die in Witten lebten und wirkten.

## Geschichte
Anfang der 2000er Jahre regte der Heimatverein Herbede an, in Witten Stolpersteine zu verlegen. Auch das Wittener Friedensforum forderte, mit der Verlegung von Stolpersteinen an die individuellen Opfer der Nationalsozialisten zu erinnern. Anfang 2013 stieß der Lions Club Witten Rebecca Hanf die Diskussion erneut an und wandte sich an die Öffentlichkeit. Im September 2013 genehmigte der Stadtrat mit großer Mehrheit die Verlegung. Ende 2013 gründete sich ein „Arbeitskreis Stolpersteine“ aus verschiedenen Initiativen, Vereinen, Schulen, Kirchengemeinden und dem Stadtarchiv Witten. Im Stadtarchiv wurde eine ehrenamtlich besetzte Koordinierungsstelle mit regelmäßigen Sprechzeiten eingerichtet. Am 4. April 2014 wurden schließlich die ersten 18 Steine an vier Adressen verlegt.
Am 10. Dezember 2014 folgten 19 weitere Stolpersteine an acht Orten. Am 19. Dezember wurde eine Wanderausstellung zu den in Witten verlegten Stolpersteinen bestehend aus 16 Tafeln das erste Mal der Öffentlichkeit präsentiert. Am 2. März 2015 wurden 13 Stolpersteine in Herbede verlegt.
Im November 2015 folgte eine Verlegung von 15 weiteren Stolpersteinen in Stockum, Annen und der Innenstadt.
Im November 2016 veröffentlichten das Stadtarchiv und der „Arbeitskreis Stolpersteine in Witten“ einen gedruckten Stadtplan mit den bis dahin verlegten 65 Stolpersteinen.
Im Dezember 2016 wurden weitere 14 Stolpersteine an vier Orten in Herbede und Witten-Mitte verlegt.
Im Mai 2017 wurden weitere 11 Stolpersteine an fünf Orten in Rüdinghausen, Annen und Witten-Mitte verlegt. Anschließend hielt Gunter Demnig einen Vortrag „Stolpersteine – Spuren und Wege“ in der Bibliothek Witten.
Am 12. November 2019 wurden 18 weitere Stolpersteine an sechs Orten in Herbede und Witten-Mitte verlegt.

## Liste der Stolpersteine
| Bild | Person                         | Verlegedatum  | Lage                                     | Beschreibung |
| ---- | ------------------------------ | ------------- | ---------------------------------------- | --- |
|      | Moritz Hanf (1858)             | 4. Apr. 2014  | Parkweg 14                               | Rebecca und Moritz Hanf hatten sieben Kinder und waren sehr wohlhabend. Moritz Hanf betrieb bis 1904 ein von seinem Vater gegründetes Bankhaus. Seitdem lebte er von seinem Vermögen. Er war Jahrzehnte als Stadtverordneter tätig. Während der Reichspogromnacht erschienen mehrere Personen an der Villa Parkweg 14, sperrten Rebecca und Moritz Hanf ein. Ihr Sohn Ernst Hanf wurde im Nachthemd und barfuß durch die Stadt geführt. Es wurde versucht, ihn in die brennende Synagoge zu jagen. Das Mobiliar und sämtliche Fenster der Villa wurden zerstört und die Familie aufgefordert, bis zum nächsten Morgen das Grundstück zu räumen. Sie zogen zu Verwandten nach Aachen und flüchteten später in die Niederlande. Um Reichsfluchtsteuer und Judenvermögensabgabe zu zahlen, musste Moritz Hanf sein gesamtes Vermögen umsetzen. Er starb 1943 in den besetzten Niederlanden. Rebecca Hanf wurde 1944 nach Auschwitz deportiert und ermordet. |
|      | Rebecca Hanf (1863)            | 4. Apr. 2014  | Parkweg 14                               | Rebecca und Moritz Hanf hatten sieben Kinder und waren sehr wohlhabend. Moritz Hanf betrieb bis 1904 ein von seinem Vater gegründetes Bankhaus. Seitdem lebte er von seinem Vermögen. Er war Jahrzehnte als Stadtverordneter tätig. Während der Reichspogromnacht erschienen mehrere Personen an der Villa Parkweg 14, sperrten Rebecca und Moritz Hanf ein. Ihr Sohn Ernst Hanf wurde im Nachthemd und barfuß durch die Stadt geführt. Es wurde versucht, ihn in die brennende Synagoge zu jagen. Das Mobiliar und sämtliche Fenster der Villa wurden zerstört und die Familie aufgefordert, bis zum nächsten Morgen das Grundstück zu räumen. Sie zogen zu Verwandten nach Aachen und flüchteten später in die Niederlande. Um Reichsfluchtsteuer und Judenvermögensabgabe zu zahlen, musste Moritz Hanf sein gesamtes Vermögen umsetzen. Er starb 1943 in den besetzten Niederlanden. Rebecca Hanf wurde 1944 nach Auschwitz deportiert und ermordet. |
|      | Otto Hanf (1889)               | 4. Apr. 2014  | Parkweg 14                               | Rebecca und Moritz Hanf hatten sieben Kinder und waren sehr wohlhabend. Moritz Hanf betrieb bis 1904 ein von seinem Vater gegründetes Bankhaus. Seitdem lebte er von seinem Vermögen. Er war Jahrzehnte als Stadtverordneter tätig. Während der Reichspogromnacht erschienen mehrere Personen an der Villa Parkweg 14, sperrten Rebecca und Moritz Hanf ein. Ihr Sohn Ernst Hanf wurde im Nachthemd und barfuß durch die Stadt geführt. Es wurde versucht, ihn in die brennende Synagoge zu jagen. Das Mobiliar und sämtliche Fenster der Villa wurden zerstört und die Familie aufgefordert, bis zum nächsten Morgen das Grundstück zu räumen. Sie zogen zu Verwandten nach Aachen und flüchteten später in die Niederlande. Um Reichsfluchtsteuer und Judenvermögensabgabe zu zahlen, musste Moritz Hanf sein gesamtes Vermögen umsetzen. Er starb 1943 in den besetzten Niederlanden. Rebecca Hanf wurde 1944 nach Auschwitz deportiert und ermordet. |
|      | Ernst Hanf (1899)              | 4. Apr. 2014  | Parkweg 14                               | Rebecca und Moritz Hanf hatten sieben Kinder und waren sehr wohlhabend. Moritz Hanf betrieb bis 1904 ein von seinem Vater gegründetes Bankhaus. Seitdem lebte er von seinem Vermögen. Er war Jahrzehnte als Stadtverordneter tätig. Während der Reichspogromnacht erschienen mehrere Personen an der Villa Parkweg 14, sperrten Rebecca und Moritz Hanf ein. Ihr Sohn Ernst Hanf wurde im Nachthemd und barfuß durch die Stadt geführt. Es wurde versucht, ihn in die brennende Synagoge zu jagen. Das Mobiliar und sämtliche Fenster der Villa wurden zerstört und die Familie aufgefordert, bis zum nächsten Morgen das Grundstück zu räumen. Sie zogen zu Verwandten nach Aachen und flüchteten später in die Niederlande. Um Reichsfluchtsteuer und Judenvermögensabgabe zu zahlen, musste Moritz Hanf sein gesamtes Vermögen umsetzen. Er starb 1943 in den besetzten Niederlanden. Rebecca Hanf wurde 1944 nach Auschwitz deportiert und ermordet. |
|      | Dorothea Hanf (1900)           | 4. Apr. 2014  | Parkweg 14                               | Rebecca und Moritz Hanf hatten sieben Kinder und waren sehr wohlhabend. Moritz Hanf betrieb bis 1904 ein von seinem Vater gegründetes Bankhaus. Seitdem lebte er von seinem Vermögen. Er war Jahrzehnte als Stadtverordneter tätig. Während der Reichspogromnacht erschienen mehrere Personen an der Villa Parkweg 14, sperrten Rebecca und Moritz Hanf ein. Ihr Sohn Ernst Hanf wurde im Nachthemd und barfuß durch die Stadt geführt. Es wurde versucht, ihn in die brennende Synagoge zu jagen. Das Mobiliar und sämtliche Fenster der Villa wurden zerstört und die Familie aufgefordert, bis zum nächsten Morgen das Grundstück zu räumen. Sie zogen zu Verwandten nach Aachen und flüchteten später in die Niederlande. Um Reichsfluchtsteuer und Judenvermögensabgabe zu zahlen, musste Moritz Hanf sein gesamtes Vermögen umsetzen. Er starb 1943 in den besetzten Niederlanden. Rebecca Hanf wurde 1944 nach Auschwitz deportiert und ermordet. |
|      | Gretchen Rosenthal (1891)      | 4. Apr. 2014  | Parkweg 14                               | Rebecca und Moritz Hanf hatten sieben Kinder und waren sehr wohlhabend. Moritz Hanf betrieb bis 1904 ein von seinem Vater gegründetes Bankhaus. Seitdem lebte er von seinem Vermögen. Er war Jahrzehnte als Stadtverordneter tätig. Während der Reichspogromnacht erschienen mehrere Personen an der Villa Parkweg 14, sperrten Rebecca und Moritz Hanf ein. Ihr Sohn Ernst Hanf wurde im Nachthemd und barfuß durch die Stadt geführt. Es wurde versucht, ihn in die brennende Synagoge zu jagen. Das Mobiliar und sämtliche Fenster der Villa wurden zerstört und die Familie aufgefordert, bis zum nächsten Morgen das Grundstück zu räumen. Sie zogen zu Verwandten nach Aachen und flüchteten später in die Niederlande. Um Reichsfluchtsteuer und Judenvermögensabgabe zu zahlen, musste Moritz Hanf sein gesamtes Vermögen umsetzen. Er starb 1943 in den besetzten Niederlanden. Rebecca Hanf wurde 1944 nach Auschwitz deportiert und ermordet. |
|      | Josua Sommer (1869)            | 4. Apr. 2014  | Ruhrstraße 40                            | Josua Sommer besaß gemeinsam mit seiner Schwägerin Sybilla gen. Irma Sommer ein Möbelhaus in der Hauptstraße 5 und das Haus Ruhrstraße 40. In der Reichspogromnacht wurden der Laden und das Haus verwüstet. Aufgrund der Verordnung zur Ausschaltung der Juden aus dem deutschen Wirtschaftsleben wurde das Möbelhaus bis Mitte September 1939 abgewickelt. Im Februar 1939 verkauften Josua und Irma Sommer ihr Haus in der Ruhrstraße. 1941 musste Josua Sommer in das Judenhaus. 1942 wurden Josua Sommer und seine Frau Henriette ins KZ Theresienstadt deportiert und noch 1942 in Treblinka ermordet. |
|      | Henriette Sommer (1875)        | 4. Apr. 2014  | Ruhrstraße 40                            | Josua Sommer besaß gemeinsam mit seiner Schwägerin Sybilla gen. Irma Sommer ein Möbelhaus in der Hauptstraße 5 und das Haus Ruhrstraße 40. In der Reichspogromnacht wurden der Laden und das Haus verwüstet. Aufgrund der Verordnung zur Ausschaltung der Juden aus dem deutschen Wirtschaftsleben wurde das Möbelhaus bis Mitte September 1939 abgewickelt. Im Februar 1939 verkauften Josua und Irma Sommer ihr Haus in der Ruhrstraße. 1941 musste Josua Sommer in das Judenhaus. 1942 wurden Josua Sommer und seine Frau Henriette ins KZ Theresienstadt deportiert und noch 1942 in Treblinka ermordet. |
|      | Kurt Sommer (1906)             | 4. Apr. 2014  | Ruhrstraße 40                            | Josua Sommer besaß gemeinsam mit seiner Schwägerin Sybilla gen. Irma Sommer ein Möbelhaus in der Hauptstraße 5 und das Haus Ruhrstraße 40. In der Reichspogromnacht wurden der Laden und das Haus verwüstet. Aufgrund der Verordnung zur Ausschaltung der Juden aus dem deutschen Wirtschaftsleben wurde das Möbelhaus bis Mitte September 1939 abgewickelt. Im Februar 1939 verkauften Josua und Irma Sommer ihr Haus in der Ruhrstraße. 1941 musste Josua Sommer in das Judenhaus. 1942 wurden Josua Sommer und seine Frau Henriette ins KZ Theresienstadt deportiert und noch 1942 in Treblinka ermordet. |
|      | Sybilla Sommer (1871)          | 17. Dez. 2016 | Ruhrstraße 40                            | Josua Sommer besaß gemeinsam mit seiner Schwägerin Sybilla gen. Irma Sommer ein Möbelhaus in der Hauptstraße 5 und das Haus Ruhrstraße 40. In der Reichspogromnacht wurden der Laden und das Haus verwüstet. Aufgrund der Verordnung zur Ausschaltung der Juden aus dem deutschen Wirtschaftsleben wurde das Möbelhaus bis Mitte September 1939 abgewickelt. Im Februar 1939 verkauften Josua und Irma Sommer ihr Haus in der Ruhrstraße. 1941 musste Josua Sommer in das Judenhaus. 1942 wurden Josua Sommer und seine Frau Henriette ins KZ Theresienstadt deportiert und noch 1942 in Treblinka ermordet. |
|      | Lotte Joseph (1906)            | 17. Dez. 2016 | Ruhrstraße 40                            | Josua Sommer besaß gemeinsam mit seiner Schwägerin Sybilla gen. Irma Sommer ein Möbelhaus in der Hauptstraße 5 und das Haus Ruhrstraße 40. In der Reichspogromnacht wurden der Laden und das Haus verwüstet. Aufgrund der Verordnung zur Ausschaltung der Juden aus dem deutschen Wirtschaftsleben wurde das Möbelhaus bis Mitte September 1939 abgewickelt. Im Februar 1939 verkauften Josua und Irma Sommer ihr Haus in der Ruhrstraße. 1941 musste Josua Sommer in das Judenhaus. 1942 wurden Josua Sommer und seine Frau Henriette ins KZ Theresienstadt deportiert und noch 1942 in Treblinka ermordet. |
|      | Felix Joseph (1905)            | 17. Dez. 2016 | Ruhrstraße 40                            | Josua Sommer besaß gemeinsam mit seiner Schwägerin Sybilla gen. Irma Sommer ein Möbelhaus in der Hauptstraße 5 und das Haus Ruhrstraße 40. In der Reichspogromnacht wurden der Laden und das Haus verwüstet. Aufgrund der Verordnung zur Ausschaltung der Juden aus dem deutschen Wirtschaftsleben wurde das Möbelhaus bis Mitte September 1939 abgewickelt. Im Februar 1939 verkauften Josua und Irma Sommer ihr Haus in der Ruhrstraße. 1941 musste Josua Sommer in das Judenhaus. 1942 wurden Josua Sommer und seine Frau Henriette ins KZ Theresienstadt deportiert und noch 1942 in Treblinka ermordet. |
|      | Rosa Klein (1861)              | 4. Apr. 2014  | Oberstraße 7                             | Herbert Klein übernahm 1921 die Pferdemetzgerei seines Vaters in der Oberstraße 7–9. In der Reichspogromnacht wurde die Einrichtung des Ladens vollkommen zerstört. Herbert Klein bat den mit ihm befreundeten Fritz Korten um Hilfe. Am nächsten Tag übernahm Fritz Kortens Sohn Fritz Korten junior die Leitung des Geschäfts. Im Mai 1940 erwarb er auch das Haus. Die gegenüber gelegenen Häuser Oberstraße 4–6 gehörten Rosa Klein, Herbert Kleins Mutter. 1938 verkaufte Rosa Klein die Häuser unter dem Einheitswert und zog nach Berlin, von wo sie 1942 ins KZ Theresienstadt deportiert und ermordet wurde. Herbert Klein wurde mit seiner Frau und seinen beiden Töchtern 1942 nach Zamość deportiert und ermordet. Beschreibung als Audio-Datei (MP3; 5,4 MB) |
|      | Herbert Klein (1890)           | 4. Apr. 2014  | Oberstraße 7                             | Herbert Klein übernahm 1921 die Pferdemetzgerei seines Vaters in der Oberstraße 7–9. In der Reichspogromnacht wurde die Einrichtung des Ladens vollkommen zerstört. Herbert Klein bat den mit ihm befreundeten Fritz Korten um Hilfe. Am nächsten Tag übernahm Fritz Kortens Sohn Fritz Korten junior die Leitung des Geschäfts. Im Mai 1940 erwarb er auch das Haus. Die gegenüber gelegenen Häuser Oberstraße 4–6 gehörten Rosa Klein, Herbert Kleins Mutter. 1938 verkaufte Rosa Klein die Häuser unter dem Einheitswert und zog nach Berlin, von wo sie 1942 ins KZ Theresienstadt deportiert und ermordet wurde. Herbert Klein wurde mit seiner Frau und seinen beiden Töchtern 1942 nach Zamość deportiert und ermordet. Beschreibung als Audio-Datei (MP3; 5,4 MB) |
|      | Betty Klein (1907)             | 4. Apr. 2014  | Oberstraße 7                             | Herbert Klein übernahm 1921 die Pferdemetzgerei seines Vaters in der Oberstraße 7–9. In der Reichspogromnacht wurde die Einrichtung des Ladens vollkommen zerstört. Herbert Klein bat den mit ihm befreundeten Fritz Korten um Hilfe. Am nächsten Tag übernahm Fritz Kortens Sohn Fritz Korten junior die Leitung des Geschäfts. Im Mai 1940 erwarb er auch das Haus. Die gegenüber gelegenen Häuser Oberstraße 4–6 gehörten Rosa Klein, Herbert Kleins Mutter. 1938 verkaufte Rosa Klein die Häuser unter dem Einheitswert und zog nach Berlin, von wo sie 1942 ins KZ Theresienstadt deportiert und ermordet wurde. Herbert Klein wurde mit seiner Frau und seinen beiden Töchtern 1942 nach Zamość deportiert und ermordet. Beschreibung als Audio-Datei (MP3; 5,4 MB) |
|      | Juliane Klein (1929)           | 4. Apr. 2014  | Oberstraße 7                             | Herbert Klein übernahm 1921 die Pferdemetzgerei seines Vaters in der Oberstraße 7–9. In der Reichspogromnacht wurde die Einrichtung des Ladens vollkommen zerstört. Herbert Klein bat den mit ihm befreundeten Fritz Korten um Hilfe. Am nächsten Tag übernahm Fritz Kortens Sohn Fritz Korten junior die Leitung des Geschäfts. Im Mai 1940 erwarb er auch das Haus. Die gegenüber gelegenen Häuser Oberstraße 4–6 gehörten Rosa Klein, Herbert Kleins Mutter. 1938 verkaufte Rosa Klein die Häuser unter dem Einheitswert und zog nach Berlin, von wo sie 1942 ins KZ Theresienstadt deportiert und ermordet wurde. Herbert Klein wurde mit seiner Frau und seinen beiden Töchtern 1942 nach Zamość deportiert und ermordet. Beschreibung als Audio-Datei (MP3; 5,4 MB) |
|      | Ruth Klein (1931)              | 4. Apr. 2014  | Oberstraße 7                             | Herbert Klein übernahm 1921 die Pferdemetzgerei seines Vaters in der Oberstraße 7–9. In der Reichspogromnacht wurde die Einrichtung des Ladens vollkommen zerstört. Herbert Klein bat den mit ihm befreundeten Fritz Korten um Hilfe. Am nächsten Tag übernahm Fritz Kortens Sohn Fritz Korten junior die Leitung des Geschäfts. Im Mai 1940 erwarb er auch das Haus. Die gegenüber gelegenen Häuser Oberstraße 4–6 gehörten Rosa Klein, Herbert Kleins Mutter. 1938 verkaufte Rosa Klein die Häuser unter dem Einheitswert und zog nach Berlin, von wo sie 1942 ins KZ Theresienstadt deportiert und ermordet wurde. Herbert Klein wurde mit seiner Frau und seinen beiden Töchtern 1942 nach Zamość deportiert und ermordet. Beschreibung als Audio-Datei (MP3; 5,4 MB) |
|      | Hermann Strauß (1876)          | 4. Apr. 2014  | Beethovenstraße 7                        | Hermann Strauß betrieb im familieneigenen Haus Beethovenstraße 7 (damals Bismarckstraße) ein Möbelgeschäft, das er schon vor der Machtergreifung aufgab. Hermann Strauß war bis zuletzt erster Vorsitzender der Jüdischen Gemeinde in Witten und stand als solcher besonders im Zielfeld der Nazis. In der Reichspogromnacht wurde die Wohnung der Familie demoliert. Das Haus wurde 1941 verkauft. 1942 wurden Hermann Strauß und seine Frau Emma ins KZ Theresienstadt deportiert und im selben Jahr im Treblinka ermordet. Das Haus wurde im Zweiten Weltkrieg zerstört. |
|      | Emma Strauß (1874)             | 4. Apr. 2014  | Beethovenstraße 7                        | Hermann Strauß betrieb im familieneigenen Haus Beethovenstraße 7 (damals Bismarckstraße) ein Möbelgeschäft, das er schon vor der Machtergreifung aufgab. Hermann Strauß war bis zuletzt erster Vorsitzender der Jüdischen Gemeinde in Witten und stand als solcher besonders im Zielfeld der Nazis. In der Reichspogromnacht wurde die Wohnung der Familie demoliert. Das Haus wurde 1941 verkauft. 1942 wurden Hermann Strauß und seine Frau Emma ins KZ Theresienstadt deportiert und im selben Jahr im Treblinka ermordet. Das Haus wurde im Zweiten Weltkrieg zerstört. |
|      | Julius Stern (1881)            | 4. Apr. 2014  | Beethovenstraße 7                        | Hermann Strauß betrieb im familieneigenen Haus Beethovenstraße 7 (damals Bismarckstraße) ein Möbelgeschäft, das er schon vor der Machtergreifung aufgab. Hermann Strauß war bis zuletzt erster Vorsitzender der Jüdischen Gemeinde in Witten und stand als solcher besonders im Zielfeld der Nazis. In der Reichspogromnacht wurde die Wohnung der Familie demoliert. Das Haus wurde 1941 verkauft. 1942 wurden Hermann Strauß und seine Frau Emma ins KZ Theresienstadt deportiert und im selben Jahr im Treblinka ermordet. Das Haus wurde im Zweiten Weltkrieg zerstört. |
|      | Margarete Stern (1891)         | 4. Apr. 2014  | Beethovenstraße 7                        | Hermann Strauß betrieb im familieneigenen Haus Beethovenstraße 7 (damals Bismarckstraße) ein Möbelgeschäft, das er schon vor der Machtergreifung aufgab. Hermann Strauß war bis zuletzt erster Vorsitzender der Jüdischen Gemeinde in Witten und stand als solcher besonders im Zielfeld der Nazis. In der Reichspogromnacht wurde die Wohnung der Familie demoliert. Das Haus wurde 1941 verkauft. 1942 wurden Hermann Strauß und seine Frau Emma ins KZ Theresienstadt deportiert und im selben Jahr im Treblinka ermordet. Das Haus wurde im Zweiten Weltkrieg zerstört. |
|      | Siegmund Mühlhaus (1926)       | 10. Dez. 2014 | Kreuzung Siegfriedstraße/Steinbachstraße | Siegmund Mühlhaus wurde nach einer kaufmännischen Ausbildung im August 1943 zum Reichsarbeitsdienst eingezogen, Mitte Juli 1944 zur Wehrmacht. Nach der dreimonatigen Grundausbildung wurde er ab Ende Oktober 1944 in Frankreich eingesetzt. Er desertierte mit einem Freund aus seiner Kompanie am 17. November 1944. Mühlhaus kehrte nach Witten zurück und versteckte sich bei seinen Eltern. Nach einer Denunziation beim Führer der NSDAP-Ortsgruppe Annen wurde das Haus am 6. April 1945 vom Annener Volkssturm umstellt. Die Männer durchsuchten das Haus und brachten Siegmund Mühlhaus, seine Mutter und eine weitere Frau in die Gaststätte Lindemann in der Siegfriedstraße zum Verhör. Nach einer achtstündigen Vernehmung fuhren die Volkssturmmänner Mühlhaus gegen Mitternacht ins Salinger Feld. Dort veranstalten sie ein Standgericht, erschossen den 19-Jährigen und verscharrten seinen Leichnam in einem Bombentrichter. |
|      | Wilhelm Mühlhaus (1901)        | 25. Nov. 2015 | Kreuzung Siegfriedstraße/Steinbachstraße | Siegmund Mühlhaus wurde nach einer kaufmännischen Ausbildung im August 1943 zum Reichsarbeitsdienst eingezogen, Mitte Juli 1944 zur Wehrmacht. Nach der dreimonatigen Grundausbildung wurde er ab Ende Oktober 1944 in Frankreich eingesetzt. Er desertierte mit einem Freund aus seiner Kompanie am 17. November 1944. Mühlhaus kehrte nach Witten zurück und versteckte sich bei seinen Eltern. Nach einer Denunziation beim Führer der NSDAP-Ortsgruppe Annen wurde das Haus am 6. April 1945 vom Annener Volkssturm umstellt. Die Männer durchsuchten das Haus und brachten Siegmund Mühlhaus, seine Mutter und eine weitere Frau in die Gaststätte Lindemann in der Siegfriedstraße zum Verhör. Nach einer achtstündigen Vernehmung fuhren die Volkssturmmänner Mühlhaus gegen Mitternacht ins Salinger Feld. Dort veranstalten sie ein Standgericht, erschossen den 19-Jährigen und verscharrten seinen Leichnam in einem Bombentrichter. |
|      | Katharina Mühlhaus (1903)      | 25. Nov. 2015 | Kreuzung Siegfriedstraße/Steinbachstraße | Siegmund Mühlhaus wurde nach einer kaufmännischen Ausbildung im August 1943 zum Reichsarbeitsdienst eingezogen, Mitte Juli 1944 zur Wehrmacht. Nach der dreimonatigen Grundausbildung wurde er ab Ende Oktober 1944 in Frankreich eingesetzt. Er desertierte mit einem Freund aus seiner Kompanie am 17. November 1944. Mühlhaus kehrte nach Witten zurück und versteckte sich bei seinen Eltern. Nach einer Denunziation beim Führer der NSDAP-Ortsgruppe Annen wurde das Haus am 6. April 1945 vom Annener Volkssturm umstellt. Die Männer durchsuchten das Haus und brachten Siegmund Mühlhaus, seine Mutter und eine weitere Frau in die Gaststätte Lindemann in der Siegfriedstraße zum Verhör. Nach einer achtstündigen Vernehmung fuhren die Volkssturmmänner Mühlhaus gegen Mitternacht ins Salinger Feld. Dort veranstalten sie ein Standgericht, erschossen den 19-Jährigen und verscharrten seinen Leichnam in einem Bombentrichter. |
|      | Louis Schacher (1874)          | 10. Dez. 2014 | Ardeystraße 70                           | Louis Schacher gründete um 1900 eine Altwarenhandlung, die er im Lauf der Zeit zu einem Schrottgroßhandel ausbaute. 1904 heiratete er Mathilde Cohn. Das Ehepaar bekam drei Töchter, Grete, Ilse und Anna. 1911 zogen sie in das Haus Ardeystraße 70, das sie, wie auch später das Haus Ardeystraße 68, kauften. Grete Schacher zog 1927 nach Emden, heiratete dort und wanderte mit ihrem Ehemann aus. Ilse Schacher konnte 1935 nach Venedig emigrieren und von dort später in die USA. Anna Schacher wanderte 1937 in die USA aus. Aufgrund des Boykotts „jüdischer“ Firmen ging der Umsatz des Schrotthandels seit 1933 zurück. Daher verkaufte Louis Schacher 1937 seine Firma und das Haus Ardeystraße 68. Am 9. November 1939 drangen Nationalsozialisten in die Wohnung der Schachers ein und zerstörten einen erheblichen Teil des Hausrats. Im folgenden Monat verkauften die Eheleute Schacher ihr Haus Ardeystraße 30. Sie versuchten nun, nach Amerika auszuwandern, was ihnen jedoch nicht mehr gelang. Im Februar 1942 wurden sie in das „Judenhaus“ Hauptstraße 63 eingewiesen und im Sommer 1942 ins KZ Theresienstadt deportiert. Louis Schacher verstarb dort am 3. August 1942. Mathilde Schacher wurde am 9. Oktober 1942 ins KZ Auschwitz verbracht und ermordet. |
|      | Ilse Schacher (1908)           | 10. Dez. 2014 | Ardeystraße 70                           | Louis Schacher gründete um 1900 eine Altwarenhandlung, die er im Lauf der Zeit zu einem Schrottgroßhandel ausbaute. 1904 heiratete er Mathilde Cohn. Das Ehepaar bekam drei Töchter, Grete, Ilse und Anna. 1911 zogen sie in das Haus Ardeystraße 70, das sie, wie auch später das Haus Ardeystraße 68, kauften. Grete Schacher zog 1927 nach Emden, heiratete dort und wanderte mit ihrem Ehemann aus. Ilse Schacher konnte 1935 nach Venedig emigrieren und von dort später in die USA. Anna Schacher wanderte 1937 in die USA aus. Aufgrund des Boykotts „jüdischer“ Firmen ging der Umsatz des Schrotthandels seit 1933 zurück. Daher verkaufte Louis Schacher 1937 seine Firma und das Haus Ardeystraße 68. Am 9. November 1939 drangen Nationalsozialisten in die Wohnung der Schachers ein und zerstörten einen erheblichen Teil des Hausrats. Im folgenden Monat verkauften die Eheleute Schacher ihr Haus Ardeystraße 30. Sie versuchten nun, nach Amerika auszuwandern, was ihnen jedoch nicht mehr gelang. Im Februar 1942 wurden sie in das „Judenhaus“ Hauptstraße 63 eingewiesen und im Sommer 1942 ins KZ Theresienstadt deportiert. Louis Schacher verstarb dort am 3. August 1942. Mathilde Schacher wurde am 9. Oktober 1942 ins KZ Auschwitz verbracht und ermordet. |
|      | Mathilde Schacher (1883)       | 10. Dez. 2014 | Ardeystraße 70                           | Louis Schacher gründete um 1900 eine Altwarenhandlung, die er im Lauf der Zeit zu einem Schrottgroßhandel ausbaute. 1904 heiratete er Mathilde Cohn. Das Ehepaar bekam drei Töchter, Grete, Ilse und Anna. 1911 zogen sie in das Haus Ardeystraße 70, das sie, wie auch später das Haus Ardeystraße 68, kauften. Grete Schacher zog 1927 nach Emden, heiratete dort und wanderte mit ihrem Ehemann aus. Ilse Schacher konnte 1935 nach Venedig emigrieren und von dort später in die USA. Anna Schacher wanderte 1937 in die USA aus. Aufgrund des Boykotts „jüdischer“ Firmen ging der Umsatz des Schrotthandels seit 1933 zurück. Daher verkaufte Louis Schacher 1937 seine Firma und das Haus Ardeystraße 68. Am 9. November 1939 drangen Nationalsozialisten in die Wohnung der Schachers ein und zerstörten einen erheblichen Teil des Hausrats. Im folgenden Monat verkauften die Eheleute Schacher ihr Haus Ardeystraße 30. Sie versuchten nun, nach Amerika auszuwandern, was ihnen jedoch nicht mehr gelang. Im Februar 1942 wurden sie in das „Judenhaus“ Hauptstraße 63 eingewiesen und im Sommer 1942 ins KZ Theresienstadt deportiert. Louis Schacher verstarb dort am 3. August 1942. Mathilde Schacher wurde am 9. Oktober 1942 ins KZ Auschwitz verbracht und ermordet. |
|      | Iwan Fulda (1892)              | 10. Dez. 2014 | Ardeystraße 70                           | Louis Schacher gründete um 1900 eine Altwarenhandlung, die er im Lauf der Zeit zu einem Schrottgroßhandel ausbaute. 1904 heiratete er Mathilde Cohn. Das Ehepaar bekam drei Töchter, Grete, Ilse und Anna. 1911 zogen sie in das Haus Ardeystraße 70, das sie, wie auch später das Haus Ardeystraße 68, kauften. Grete Schacher zog 1927 nach Emden, heiratete dort und wanderte mit ihrem Ehemann aus. Ilse Schacher konnte 1935 nach Venedig emigrieren und von dort später in die USA. Anna Schacher wanderte 1937 in die USA aus. Aufgrund des Boykotts „jüdischer“ Firmen ging der Umsatz des Schrotthandels seit 1933 zurück. Daher verkaufte Louis Schacher 1937 seine Firma und das Haus Ardeystraße 68. Am 9. November 1939 drangen Nationalsozialisten in die Wohnung der Schachers ein und zerstörten einen erheblichen Teil des Hausrats. Im folgenden Monat verkauften die Eheleute Schacher ihr Haus Ardeystraße 30. Sie versuchten nun, nach Amerika auszuwandern, was ihnen jedoch nicht mehr gelang. Im Februar 1942 wurden sie in das „Judenhaus“ Hauptstraße 63 eingewiesen und im Sommer 1942 ins KZ Theresienstadt deportiert. Louis Schacher verstarb dort am 3. August 1942. Mathilde Schacher wurde am 9. Oktober 1942 ins KZ Auschwitz verbracht und ermordet. |
|      | Grete Fulda (1902)             | 10. Dez. 2014 | Ardeystraße 70                           | Louis Schacher gründete um 1900 eine Altwarenhandlung, die er im Lauf der Zeit zu einem Schrottgroßhandel ausbaute. 1904 heiratete er Mathilde Cohn. Das Ehepaar bekam drei Töchter, Grete, Ilse und Anna. 1911 zogen sie in das Haus Ardeystraße 70, das sie, wie auch später das Haus Ardeystraße 68, kauften. Grete Schacher zog 1927 nach Emden, heiratete dort und wanderte mit ihrem Ehemann aus. Ilse Schacher konnte 1935 nach Venedig emigrieren und von dort später in die USA. Anna Schacher wanderte 1937 in die USA aus. Aufgrund des Boykotts „jüdischer“ Firmen ging der Umsatz des Schrotthandels seit 1933 zurück. Daher verkaufte Louis Schacher 1937 seine Firma und das Haus Ardeystraße 68. Am 9. November 1939 drangen Nationalsozialisten in die Wohnung der Schachers ein und zerstörten einen erheblichen Teil des Hausrats. Im folgenden Monat verkauften die Eheleute Schacher ihr Haus Ardeystraße 30. Sie versuchten nun, nach Amerika auszuwandern, was ihnen jedoch nicht mehr gelang. Im Februar 1942 wurden sie in das „Judenhaus“ Hauptstraße 63 eingewiesen und im Sommer 1942 ins KZ Theresienstadt deportiert. Louis Schacher verstarb dort am 3. August 1942. Mathilde Schacher wurde am 9. Oktober 1942 ins KZ Auschwitz verbracht und ermordet. |
|      | Paul Benjamin (1899)           | 10. Dez. 2014 | Ardeystraße 70                           | Louis Schacher gründete um 1900 eine Altwarenhandlung, die er im Lauf der Zeit zu einem Schrottgroßhandel ausbaute. 1904 heiratete er Mathilde Cohn. Das Ehepaar bekam drei Töchter, Grete, Ilse und Anna. 1911 zogen sie in das Haus Ardeystraße 70, das sie, wie auch später das Haus Ardeystraße 68, kauften. Grete Schacher zog 1927 nach Emden, heiratete dort und wanderte mit ihrem Ehemann aus. Ilse Schacher konnte 1935 nach Venedig emigrieren und von dort später in die USA. Anna Schacher wanderte 1937 in die USA aus. Aufgrund des Boykotts „jüdischer“ Firmen ging der Umsatz des Schrotthandels seit 1933 zurück. Daher verkaufte Louis Schacher 1937 seine Firma und das Haus Ardeystraße 68. Am 9. November 1939 drangen Nationalsozialisten in die Wohnung der Schachers ein und zerstörten einen erheblichen Teil des Hausrats. Im folgenden Monat verkauften die Eheleute Schacher ihr Haus Ardeystraße 30. Sie versuchten nun, nach Amerika auszuwandern, was ihnen jedoch nicht mehr gelang. Im Februar 1942 wurden sie in das „Judenhaus“ Hauptstraße 63 eingewiesen und im Sommer 1942 ins KZ Theresienstadt deportiert. Louis Schacher verstarb dort am 3. August 1942. Mathilde Schacher wurde am 9. Oktober 1942 ins KZ Auschwitz verbracht und ermordet. |
|      | Anna Lotte Benjamin (1905)     | 10. Dez. 2014 | Ardeystraße 70                           | Louis Schacher gründete um 1900 eine Altwarenhandlung, die er im Lauf der Zeit zu einem Schrottgroßhandel ausbaute. 1904 heiratete er Mathilde Cohn. Das Ehepaar bekam drei Töchter, Grete, Ilse und Anna. 1911 zogen sie in das Haus Ardeystraße 70, das sie, wie auch später das Haus Ardeystraße 68, kauften. Grete Schacher zog 1927 nach Emden, heiratete dort und wanderte mit ihrem Ehemann aus. Ilse Schacher konnte 1935 nach Venedig emigrieren und von dort später in die USA. Anna Schacher wanderte 1937 in die USA aus. Aufgrund des Boykotts „jüdischer“ Firmen ging der Umsatz des Schrotthandels seit 1933 zurück. Daher verkaufte Louis Schacher 1937 seine Firma und das Haus Ardeystraße 68. Am 9. November 1939 drangen Nationalsozialisten in die Wohnung der Schachers ein und zerstörten einen erheblichen Teil des Hausrats. Im folgenden Monat verkauften die Eheleute Schacher ihr Haus Ardeystraße 30. Sie versuchten nun, nach Amerika auszuwandern, was ihnen jedoch nicht mehr gelang. Im Februar 1942 wurden sie in das „Judenhaus“ Hauptstraße 63 eingewiesen und im Sommer 1942 ins KZ Theresienstadt deportiert. Louis Schacher verstarb dort am 3. August 1942. Mathilde Schacher wurde am 9. Oktober 1942 ins KZ Auschwitz verbracht und ermordet. |
|      | Adolf Fuchs                    | 10. Dez. 2014 | Johannisstraße 37                        | Adolf Fuchs arbeitete seit 1910 in Witten zuerst als Drucker, dann als Journalist und Schriftsetzer. Als Leiter der Zeitung „Wittener Volkswacht“ wandte er sich in seinen Artikeln scharf gegen die Nationalsozialisten. Seit 1924 war er Vorsitzender der Wittener SPD. Nach Morddrohungen floh er Anfang März 1933 ins Saarland, 1935 nach Frankreich. Die Gestapo griff ihn nach dem deutschen Einmarsch in Frankreich auf und verschleppte ihn in das Sammellager Drancy. 1942 wurde er ins KZ Auschwitz deportiert und ermordet. Seine Frau und die vier Kinder überlebten in Frankreich. |
|      | Christian Bliemetsrieder       | 10. Dez. 2014 | Körnerstraße 25                          | Christian Bliemetsrieder war in den 1920er Jahren der KPD beigetreten. Er war Leiter der Schalmeienkapelle des Antifaschistischen Kampfbundes Witten und auch einer der wichtigsten Aktivisten der Erwerbslosenbewegung in Witten. Im Februar 1933 wurde Christian Bliemetsrieder zum ersten Mal verhaftet und für einige Tage im „Tränenkeller“, der SS-Wache in der Schillerschule, in Schutzhaft genommen, bevor er ins Polizeigefängnis Bochum überstellt wurde. Von dort wurde er erst im Juni 1933 entlassen, aber wenige Tage später erneut verhaftet und in den „Tränenkeller“ verschleppt. In einer Dachkammer der Schillerschule wurde er erneut geschlagen und Scheinhinrichtungen ausgesetzt. Obwohl er dieses Mal lediglich für etwa zwölf Stunden im „Tränenkeller“ festgehalten worden war, wurde er so schwer misshandelt, dass er psychisch erkrankte und eine Hirnverletzung davontrug, an deren Folge er Weihnachten 1933 erblindete, in den folgenden Jahren immer wieder stationär im Krankenhaus behandelt werden musste und am 7. August 1938 schließlich starb. |
|      | Markus Smulowicz (1885)        | 10. Dez. 2014 | Lessingstraße 6                          | Markus Smulowicz zog 1916 nach Witten. 1919 folgten ihm seine Frau Anna mit den Kindern Willy und Hilde. Markus Smulowicz gründete im selben Jahr eine Agentur für Textilwaren. Hilde verzog im November 1937 nach Berlin. Von dort aus emigrierte sie vor Kriegsbeginn in die USA. Willy emigrierte 1938 nach Schweden, heiratete dort und zog 1949 nach Israel. In der Reichspogromnacht drangen Angehörige der NSDAP in die Wohnung von Anna und Markus Smulowicz ein und zerstörten das Mobiliar. Im Dezember 1938 musste Markus Smulowicz sein Gewerbe einstellen. Das Ehepaar meldete sich im Mai 1939 nach Köln ab. Von dort wurden Anna und Markus Smulowicz am 20. Juli 1942 in das Ghetto Minsk deportiert und in Maly Trostinec ermordet. |
|      | Anna Smulowicz (1891)          | 10. Dez. 2014 | Lessingstraße 6                          | Markus Smulowicz zog 1916 nach Witten. 1919 folgten ihm seine Frau Anna mit den Kindern Willy und Hilde. Markus Smulowicz gründete im selben Jahr eine Agentur für Textilwaren. Hilde verzog im November 1937 nach Berlin. Von dort aus emigrierte sie vor Kriegsbeginn in die USA. Willy emigrierte 1938 nach Schweden, heiratete dort und zog 1949 nach Israel. In der Reichspogromnacht drangen Angehörige der NSDAP in die Wohnung von Anna und Markus Smulowicz ein und zerstörten das Mobiliar. Im Dezember 1938 musste Markus Smulowicz sein Gewerbe einstellen. Das Ehepaar meldete sich im Mai 1939 nach Köln ab. Von dort wurden Anna und Markus Smulowicz am 20. Juli 1942 in das Ghetto Minsk deportiert und in Maly Trostinec ermordet. |
|      | Willi Smulowicz (1913)         | 10. Dez. 2014 | Lessingstraße 6                          | Markus Smulowicz zog 1916 nach Witten. 1919 folgten ihm seine Frau Anna mit den Kindern Willy und Hilde. Markus Smulowicz gründete im selben Jahr eine Agentur für Textilwaren. Hilde verzog im November 1937 nach Berlin. Von dort aus emigrierte sie vor Kriegsbeginn in die USA. Willy emigrierte 1938 nach Schweden, heiratete dort und zog 1949 nach Israel. In der Reichspogromnacht drangen Angehörige der NSDAP in die Wohnung von Anna und Markus Smulowicz ein und zerstörten das Mobiliar. Im Dezember 1938 musste Markus Smulowicz sein Gewerbe einstellen. Das Ehepaar meldete sich im Mai 1939 nach Köln ab. Von dort wurden Anna und Markus Smulowicz am 20. Juli 1942 in das Ghetto Minsk deportiert und in Maly Trostinec ermordet. |
|      | Hilde Smulowicz (1917)         | 10. Dez. 2014 | Lessingstraße 6                          | Markus Smulowicz zog 1916 nach Witten. 1919 folgten ihm seine Frau Anna mit den Kindern Willy und Hilde. Markus Smulowicz gründete im selben Jahr eine Agentur für Textilwaren. Hilde verzog im November 1937 nach Berlin. Von dort aus emigrierte sie vor Kriegsbeginn in die USA. Willy emigrierte 1938 nach Schweden, heiratete dort und zog 1949 nach Israel. In der Reichspogromnacht drangen Angehörige der NSDAP in die Wohnung von Anna und Markus Smulowicz ein und zerstörten das Mobiliar. Im Dezember 1938 musste Markus Smulowicz sein Gewerbe einstellen. Das Ehepaar meldete sich im Mai 1939 nach Köln ab. Von dort wurden Anna und Markus Smulowicz am 20. Juli 1942 in das Ghetto Minsk deportiert und in Maly Trostinec ermordet. |
|      | Anna Marx (1886)               | 10. Dez. 2014 | Nordstraße 23                            | Anna Marx wohnte mit ihren beiden Töchtern Marianne und Elisabeth in der Nordstraße 23. Elisabeth emigrierte nach Brüssel und heiratete dort. Marianne wanderte 1936 nach Johannesburg aus. In der Reichspogromnacht drangen SA-Männer in das Haus von Anna Marx ein, misshandelten sie und zerschlugen einen großen Teil des Mobiliars. Anna Marx floh daraufhin nach Berlin und ein Jahr später nach Brüssel zu ihrer Tochter Elisabeth. Am 15. September 1942 wurden Anna Marx und Elisabeth Vankelecom am ins KZ Auschwitz deportiert und ermordet. |
|      | Marianne Marx (1909)           | 10. Dez. 2014 | Nordstraße 23                            | Anna Marx wohnte mit ihren beiden Töchtern Marianne und Elisabeth in der Nordstraße 23. Elisabeth emigrierte nach Brüssel und heiratete dort. Marianne wanderte 1936 nach Johannesburg aus. In der Reichspogromnacht drangen SA-Männer in das Haus von Anna Marx ein, misshandelten sie und zerschlugen einen großen Teil des Mobiliars. Anna Marx floh daraufhin nach Berlin und ein Jahr später nach Brüssel zu ihrer Tochter Elisabeth. Am 15. September 1942 wurden Anna Marx und Elisabeth Vankelecom am ins KZ Auschwitz deportiert und ermordet. |
|      | Elisabeth Vankelecom (1911)    | 10. Dez. 2014 | Nordstraße 23                            | Anna Marx wohnte mit ihren beiden Töchtern Marianne und Elisabeth in der Nordstraße 23. Elisabeth emigrierte nach Brüssel und heiratete dort. Marianne wanderte 1936 nach Johannesburg aus. In der Reichspogromnacht drangen SA-Männer in das Haus von Anna Marx ein, misshandelten sie und zerschlugen einen großen Teil des Mobiliars. Anna Marx floh daraufhin nach Berlin und ein Jahr später nach Brüssel zu ihrer Tochter Elisabeth. Am 15. September 1942 wurden Anna Marx und Elisabeth Vankelecom am ins KZ Auschwitz deportiert und ermordet. |
|      | Wilhelm Erdmann (1900)         | 10. Dez. 2014 | Breite Straße 40                         | Wilhelm Erdmann war 1920/21 war Mitglied der SPD, dann 1930 der NSDAP, ab 1932 der Kommunistischen Partei Deutschlands. 1929 zog er in die Wohnung seiner Mutter in der Breite Straße 40. Im Februar 1932 ging er auf Wanderschaft. Ab Mitte der 1930er Jahre wurde er als Homosexueller verfolgt und von einer Bochumer Strafkammer zu drei Jahren Zuchthaus verurteilt, die er in vollem Umfang bis zum 1. Juli 1939 absaß. Danach wurde er auf Anordnung der Bochumer Kriminalpolizei unmittelbar in Schutzhaft genommen und am 27. Juli 1939 in das KZ Buchenwald deportiert, von dort am 15. April 1940 in das KZ Mauthausen und am 14. August 1940 in das KZ Dachau. Diese Haft überlebte Erdmann nicht, er starb am 17. Februar 1941 an „Versagen von Herz und Kreislauf“. |
|      | Friedrich Wilhelm Espenhahn    | 10. Dez. 2014 | Herbeder Straße 28                       | Friedrich Wilhelm Espenhahn arbeitete als Küster und Organist in der St. Joseph-Gemeinde (heute St. Franziskus). Am 28. November 1941 wurde er wegen kritischer Äußerungen gegenüber der NSDAP und ihrer Regierungsführung denunziert, nachdem er in einer Gastwirtschaft in der Herbeder Straße einem Bekannten gegenüber die Bemerkung gemacht hatte, der Unfalltod des bekannten Jagdfliegers Mölders solle von der Nazi-Seite aus arrangiert worden sein. Friedrich Wilhelm Espenhahn wurde gemeinsam mit seiner Frau von der Gestapo verhaftet, seine Frau aber wieder freigelassen. Am 1. März 1942 verurteilte ihn das Sondergericht Dortmund in Bochum nach dem Heimtückegesetz zu zwei Jahren Gefängnis. Kurz darauf erhielt seine Familie die Nachricht, er habe sich am 4. März 1942 in seiner Gefängniszelle erhängt. |
|      | Salomon Sally Grünebaum (1885) | 2. März 2015  | Am Berge 3                               | Salomon „Sally“ Grünebaum handelte mit Altpapier und Kaninchenfellen. Er und seine Frau Berta wurden am 28. Februar 1943 über Theresienstadt nach Auschwitz deportiert und ermordet. Ihre Tochter Betty flüchtete im Juli 1939 mit einem Transport jüdischer Jugendlicher nach Bridgwater. Sie starb 1984 in Birmingham. Ihr Cousin Arthur Grünebaum kam 1940 in das Umschulungslager Paderborn. Wie alle Insassen des Lagers wurde er 1943 nach Auschwitz deportiert und ermordet. Der Bergmann Moritz Rosengarten, seine Frau Emma und ihre Tochter Dorothea wurden ebenfalls in Auschwitz ermordet. Anfang der 1980er Jahre wurde der ehemalige Kotten Am Berge 3 abgerissen. |
|      | Berta Grünebaum (1880)         | 2. März 2015  | Am Berge 3                               | Salomon „Sally“ Grünebaum handelte mit Altpapier und Kaninchenfellen. Er und seine Frau Berta wurden am 28. Februar 1943 über Theresienstadt nach Auschwitz deportiert und ermordet. Ihre Tochter Betty flüchtete im Juli 1939 mit einem Transport jüdischer Jugendlicher nach Bridgwater. Sie starb 1984 in Birmingham. Ihr Cousin Arthur Grünebaum kam 1940 in das Umschulungslager Paderborn. Wie alle Insassen des Lagers wurde er 1943 nach Auschwitz deportiert und ermordet. Der Bergmann Moritz Rosengarten, seine Frau Emma und ihre Tochter Dorothea wurden ebenfalls in Auschwitz ermordet. Anfang der 1980er Jahre wurde der ehemalige Kotten Am Berge 3 abgerissen. |
|      | Betty Grünebaum (1914)         | 2. März 2015  | Am Berge 3                               | Salomon „Sally“ Grünebaum handelte mit Altpapier und Kaninchenfellen. Er und seine Frau Berta wurden am 28. Februar 1943 über Theresienstadt nach Auschwitz deportiert und ermordet. Ihre Tochter Betty flüchtete im Juli 1939 mit einem Transport jüdischer Jugendlicher nach Bridgwater. Sie starb 1984 in Birmingham. Ihr Cousin Arthur Grünebaum kam 1940 in das Umschulungslager Paderborn. Wie alle Insassen des Lagers wurde er 1943 nach Auschwitz deportiert und ermordet. Der Bergmann Moritz Rosengarten, seine Frau Emma und ihre Tochter Dorothea wurden ebenfalls in Auschwitz ermordet. Anfang der 1980er Jahre wurde der ehemalige Kotten Am Berge 3 abgerissen. |
|      | Moritz Rosengarten (1891)      | 2. März 2015  | Am Berge 3                               | Salomon „Sally“ Grünebaum handelte mit Altpapier und Kaninchenfellen. Er und seine Frau Berta wurden am 28. Februar 1943 über Theresienstadt nach Auschwitz deportiert und ermordet. Ihre Tochter Betty flüchtete im Juli 1939 mit einem Transport jüdischer Jugendlicher nach Bridgwater. Sie starb 1984 in Birmingham. Ihr Cousin Arthur Grünebaum kam 1940 in das Umschulungslager Paderborn. Wie alle Insassen des Lagers wurde er 1943 nach Auschwitz deportiert und ermordet. Der Bergmann Moritz Rosengarten, seine Frau Emma und ihre Tochter Dorothea wurden ebenfalls in Auschwitz ermordet. Anfang der 1980er Jahre wurde der ehemalige Kotten Am Berge 3 abgerissen. |
|      | Emma Rosengarten (1889)        | 2. März 2015  | Am Berge 3                               | Salomon „Sally“ Grünebaum handelte mit Altpapier und Kaninchenfellen. Er und seine Frau Berta wurden am 28. Februar 1943 über Theresienstadt nach Auschwitz deportiert und ermordet. Ihre Tochter Betty flüchtete im Juli 1939 mit einem Transport jüdischer Jugendlicher nach Bridgwater. Sie starb 1984 in Birmingham. Ihr Cousin Arthur Grünebaum kam 1940 in das Umschulungslager Paderborn. Wie alle Insassen des Lagers wurde er 1943 nach Auschwitz deportiert und ermordet. Der Bergmann Moritz Rosengarten, seine Frau Emma und ihre Tochter Dorothea wurden ebenfalls in Auschwitz ermordet. Anfang der 1980er Jahre wurde der ehemalige Kotten Am Berge 3 abgerissen. |
|      | Dorothea Rosengarten (1916)    | 2. März 2015  | Am Berge 3                               | Salomon „Sally“ Grünebaum handelte mit Altpapier und Kaninchenfellen. Er und seine Frau Berta wurden am 28. Februar 1943 über Theresienstadt nach Auschwitz deportiert und ermordet. Ihre Tochter Betty flüchtete im Juli 1939 mit einem Transport jüdischer Jugendlicher nach Bridgwater. Sie starb 1984 in Birmingham. Ihr Cousin Arthur Grünebaum kam 1940 in das Umschulungslager Paderborn. Wie alle Insassen des Lagers wurde er 1943 nach Auschwitz deportiert und ermordet. Der Bergmann Moritz Rosengarten, seine Frau Emma und ihre Tochter Dorothea wurden ebenfalls in Auschwitz ermordet. Anfang der 1980er Jahre wurde der ehemalige Kotten Am Berge 3 abgerissen. |
|      | Artur Grünebaum (1917)         | 2. März 2015  | Am Berge 3                               | Salomon „Sally“ Grünebaum handelte mit Altpapier und Kaninchenfellen. Er und seine Frau Berta wurden am 28. Februar 1943 über Theresienstadt nach Auschwitz deportiert und ermordet. Ihre Tochter Betty flüchtete im Juli 1939 mit einem Transport jüdischer Jugendlicher nach Bridgwater. Sie starb 1984 in Birmingham. Ihr Cousin Arthur Grünebaum kam 1940 in das Umschulungslager Paderborn. Wie alle Insassen des Lagers wurde er 1943 nach Auschwitz deportiert und ermordet. Der Bergmann Moritz Rosengarten, seine Frau Emma und ihre Tochter Dorothea wurden ebenfalls in Auschwitz ermordet. Anfang der 1980er Jahre wurde der ehemalige Kotten Am Berge 3 abgerissen. |
|      | Isak Rosengarten (1875)        | 2. März 2015  | Kirchstraße 31                           | Der Bergmann und Wandergewerbehändler Isak Rosengarten und seine Frau Ida wurden im Juli 1942 ins KZ Theresienstadt deportiert. Isak Rosengarten verstarb dort, Ida Rosengarten überlebte. Ihre Töchter Helene und Lieselotte konnten in die USA flüchten. Ihr Bruder Leo, ein in Herbede bekannter Ringer, konnte 1939 über die Niederlande nach Großbritannien flüchten. Sein Bruder Arthur wurde im August 1942 im Vernichtungslager Majdanek ermordet. Seine Schwester Herta wurde ins Lager Zamość deportiert und dort ebenfalls ermordet. |
|      | Ida Rosengarten (1878)         | 2. März 2015  | Kirchstraße 31                           | Der Bergmann und Wandergewerbehändler Isak Rosengarten und seine Frau Ida wurden im Juli 1942 ins KZ Theresienstadt deportiert. Isak Rosengarten verstarb dort, Ida Rosengarten überlebte. Ihre Töchter Helene und Lieselotte konnten in die USA flüchten. Ihr Bruder Leo, ein in Herbede bekannter Ringer, konnte 1939 über die Niederlande nach Großbritannien flüchten. Sein Bruder Arthur wurde im August 1942 im Vernichtungslager Majdanek ermordet. Seine Schwester Herta wurde ins Lager Zamość deportiert und dort ebenfalls ermordet. |
|      | Leo Rosengarten (1903)         | 2. März 2015  | Kirchstraße 31                           | Der Bergmann und Wandergewerbehändler Isak Rosengarten und seine Frau Ida wurden im Juli 1942 ins KZ Theresienstadt deportiert. Isak Rosengarten verstarb dort, Ida Rosengarten überlebte. Ihre Töchter Helene und Lieselotte konnten in die USA flüchten. Ihr Bruder Leo, ein in Herbede bekannter Ringer, konnte 1939 über die Niederlande nach Großbritannien flüchten. Sein Bruder Arthur wurde im August 1942 im Vernichtungslager Majdanek ermordet. Seine Schwester Herta wurde ins Lager Zamość deportiert und dort ebenfalls ermordet. |
|      | Helene Rosengarten (1909)      | 2. März 2015  | Kirchstraße 31                           | Der Bergmann und Wandergewerbehändler Isak Rosengarten und seine Frau Ida wurden im Juli 1942 ins KZ Theresienstadt deportiert. Isak Rosengarten verstarb dort, Ida Rosengarten überlebte. Ihre Töchter Helene und Lieselotte konnten in die USA flüchten. Ihr Bruder Leo, ein in Herbede bekannter Ringer, konnte 1939 über die Niederlande nach Großbritannien flüchten. Sein Bruder Arthur wurde im August 1942 im Vernichtungslager Majdanek ermordet. Seine Schwester Herta wurde ins Lager Zamość deportiert und dort ebenfalls ermordet. |
|      | Herta Rosengarten (1911)       | 2. März 2015  | Kirchstraße 31                           | Der Bergmann und Wandergewerbehändler Isak Rosengarten und seine Frau Ida wurden im Juli 1942 ins KZ Theresienstadt deportiert. Isak Rosengarten verstarb dort, Ida Rosengarten überlebte. Ihre Töchter Helene und Lieselotte konnten in die USA flüchten. Ihr Bruder Leo, ein in Herbede bekannter Ringer, konnte 1939 über die Niederlande nach Großbritannien flüchten. Sein Bruder Arthur wurde im August 1942 im Vernichtungslager Majdanek ermordet. Seine Schwester Herta wurde ins Lager Zamość deportiert und dort ebenfalls ermordet. |
|      | Lieselotte Rosengarten (1914)  | 2. März 2015  | Kirchstraße 31                           | Der Bergmann und Wandergewerbehändler Isak Rosengarten und seine Frau Ida wurden im Juli 1942 ins KZ Theresienstadt deportiert. Isak Rosengarten verstarb dort, Ida Rosengarten überlebte. Ihre Töchter Helene und Lieselotte konnten in die USA flüchten. Ihr Bruder Leo, ein in Herbede bekannter Ringer, konnte 1939 über die Niederlande nach Großbritannien flüchten. Sein Bruder Arthur wurde im August 1942 im Vernichtungslager Majdanek ermordet. Seine Schwester Herta wurde ins Lager Zamość deportiert und dort ebenfalls ermordet. |
|      | Hugo Rosenthal (1881)          | 25. Nov. 2015 | Hörder Straße 326                        | |
|      | Laura Rosenthal (1887)         | 25. Nov. 2015 | Hörder Straße 326                        | |
|      | Hans Jakob Rosenthal (1914)    | 25. Nov. 2015 | Hörder Straße 326                        | |
|      | Hanna Rosenthal (1921)         | 25. Nov. 2015 | Hörder Straße 326                        | |
|      | Paul Stern (1876)              | 25. Nov. 2015 | Kreisstraße 3                            | |
|      | Rosalie Stern (1878)           | 25. Nov. 2015 | Kreisstraße 3                            | |
|      | Helene Stern (1905)            | 25. Nov. 2015 | Kreisstraße 3                            | |
|      | Werner Stern (1911)            | 25. Nov. 2015 | Kreisstraße 3                            | |
|      | Erich Stern (1914)             | 25. Nov. 2015 | Kreisstraße 3                            | |
|      | Erich Scheer (1919)            | 25. Nov. 2015 | Kohlensiepen 117                         | Der 20-jährige Postbote Erich Scheer verklebte im September 1939 in Witten und Annen selbstgefertigte Plakate und Zettel gegen den Krieg und gegen Hitler. Durch einen Zufall wurde er im November 1939 gefasst. Am 22. Dezember 1939 wurde Erich Scheer in Berlin enthauptet. |
|      | Rosa Rosenbaum (1884)          | 25. Nov. 2015 | Mozartstraße 12                          | |
|      | Nelli Katz (1908)              | 25. Nov. 2015 | Mozartstraße 12                          | |
|      | Heinz-Günther Katz (1934)      | 25. Nov. 2015 | Mozartstraße 12                          | |
|      | Gustav Eichenwald (1881)       | 17. Dez. 2016 | Meesmannstraße 35                        | |
|      | Emma Eichenwald (1880)         | 17. Dez. 2016 | Meesmannstraße 35                        | |
|      | Grete Eichenwald (1911)        | 17. Dez. 2016 | Meesmannstraße 35                        | |
|      | Max Mayer (1873)               | 17. Dez. 2016 | Parkweg 1                                | |
|      | Rahel Mayer (1871)             | 17. Dez. 2016 | Parkweg 1                                | |
|      | Samuel Leiser (1877)           | 17. Dez. 2016 | Ruhrstraße 19                            | |
|      | Betty Leiser (1899)            | 17. Dez. 2016 | Ruhrstraße 19                            | |
|      | Hannelore Leiser (1926)        | 17. Dez. 2016 | Ruhrstraße 19                            | |
|      | Dina Mayer (1881)              | 17. Dez. 2016 | Ruhrstraße 19                            | |
|      | Kurt Mayer (1905)              | 17. Dez. 2016 | Ruhrstraße 19                            | |
|      | Irma Mayer (1907)              | 17. Dez. 2016 | Ruhrstraße 19                            | |
|      | Louis Neugarten                | 22. Mai 2017  | Brunebecker Straße 53                    | |
|      | Rosa Neugarten                 | 22. Mai 2017  | Brunebecker Straße 53                    | |
|      | Ilse Neugarten                 | 22. Mai 2017  | Brunebecker Straße 53                    | |
|      | Rolf Neugarten                 | 22. Mai 2017  | Brunebecker Straße 53                    | |
|      | Ludwig Fels                    | 22. Mai 2017  | Im Wullen 75                             | |
|      | Erich Reising                  | 22. Mai 2017  | Steinstraße 12                           | Erich Reising wurde 1908 in Witten geboren. Ab 1934 arbeitete er als selbstständiger Losverkäufer auf Jahrmärkten. Mit seinem 1935 angeschafften Volksempfänger hörte er den deutschen Dienst von Radio Moskau und erfuhr so, dass Deutschland einen Krieg heraufbeschwöre. Mit Nachbarn notierte er die Nachrichten, um sie auf Flugblätter zu drucken. Nachdem seine Frau ihn denunziert hatte, wurde er 1936 von der Gestapo verhaftet. Er wurde wegen Hochverrat zu Zuchthaus verurteilt und nach seiner Entlassung dem Strafbataillon 999 zugewiesen. Als dessen Soldat starb er 1943 an Typhus. |
|      | Ludwig (Louis) Rosenbaum       | 22. Mai 2017  | Körnerstraße 34                          | |
|      | Elly Rosenbaum                 | 22. Mai 2017  | Körnerstraße 34                          | |
|      | Fritz Rosenbaum                | 22. Mai 2017  | Körnerstraße 34                          | |
|      | David Wilzig                   | 22. Mai 2017  | Berliner Straße 28                       | |
|      | Rosalie Wilzig                 | 22. Mai 2017  | Berliner Straße 28                       | |
|      | Siegfried Rosenberg            | 12. Nov. 2019 | Gerberstraße 6                           | |
|      | Selma Rosenberg                | 12. Nov. 2019 | Gerberstraße 6                           | |
|      | David Stern                    | 12. Nov. 2019 | Gerberstraße 9                           | |
|      | Rosa Stern                     | 12. Nov. 2019 | Gerberstraße 9                           | |
|      | Ilse Stern                     | 12. Nov. 2019 | Gerberstraße 9                           | |
|      | Mathilde Adele Bier            | 12. Nov. 2019 | Gerberstraße 9                           | |
|      | Alma Grünebaum                 | 12. Nov. 2019 | Gerberstraße 9                           | |
|      | Josef Kaufmann                 | 12. Nov. 2019 | Steinstraße 25                           | Siehe auch: Liste der Stolpersteine im Kölner Stadtteil Neustadt-Süd |
|      | Helene Kaufmann                | 12. Nov. 2019 | Steinstraße 25                           | Siehe auch: Liste der Stolpersteine im Kölner Stadtteil Neustadt-Süd |
|      | Theodor Katz                   | 12. Nov. 2019 | Steinstraße 25                           | Siehe auch: Liste der Stolpersteine im Kölner Stadtteil Neustadt-Süd |
|      | Martha Katz                    | 12. Nov. 2019 | Steinstraße 25                           | Siehe auch: Liste der Stolpersteine im Kölner Stadtteil Neustadt-Süd |
|      | Alfred Felix Katz              | 12. Nov. 2019 | Steinstraße 25                           | Siehe auch: Liste der Stolpersteine im Kölner Stadtteil Neustadt-Süd |
|      | Liesel Katz                    | 12. Nov. 2019 | Steinstraße 25                           | Siehe auch: Liste der Stolpersteine im Kölner Stadtteil Neustadt-Süd |
|      | Berta Wilzig                   | 12. Nov. 2019 | Lutherstraße 25                          | |
|      | Theodor Schacher               | 12. Nov. 2019 | Lutherstraße 34                          | |
|      | Martha Schacher                | 12. Nov. 2019 | Lutherstraße 34                          | |
|      | Anna Elfriede Möhrke           | 12. Nov. 2019 | Galenstraße 24                           | |
|      | Paul Heinrich Möhrke           | 12. Nov. 2019 | Galenstraße 24                           | |